# 保戸島空襲
保戸島空襲（ほとじまくうしゅう）は、第二次世界大戦中の1945年（昭和20年）7月25日午前10時頃、大分県北海部郡保戸島村（現・津久見市保戸島）に対して行われたアメリカ軍による空襲。

## 保戸島国民学校の悲劇
当時の保戸島には豊後水道を通って瀬戸内海へ侵入する連合国軍の潜水艦を阻むため、これを探知する海軍の施設（レーダー受信基地・潜水艦聴音施設・見張り所）が置かれていた。アメリカ軍の攻撃目標はこれらの軍事施設であり保戸島国民学校への爆撃は誤認とされる。なお、織田祐輔氏の研究によれば、空母「ベロー・ウッド」を発艦した第31戦闘飛行隊が悪天候のため、保戸島国民学校を佐賀関にあった銅製錬所と誤認して爆撃した可能性が指摘されている。
本空襲で、米海軍の艦上機であるグラマンF6F戦闘機が投下した3発の爆弾の1発が授業中だった保戸島国民学校（現・津久見市立保戸島小学校）の西側校舎を直撃し、児童124人（1年生と5年生の全員と他学年生数名）・教師2人（高橋ミヨ子訓導、林シゲ子訓導）・幼児1人が即死し（死者数は田邉國光『忘れ得ぬ保戸島の惨劇』による）、75人の児童が重軽傷を負った。なお、資料によっては投下された爆弾は4発、死者は教師2、学童124、その他1とされることもある。
さらに戦闘機により、校庭に逃げ出した多くの児童に対し、児童だと視認したうえでの機銃掃射も加えられ、確信犯的な民間人虐殺が行われた。現在、同校体育館入口には慰霊碑が建立され、毎年慰霊祭が執り行われている。

## 関連サイト
- NHK戦争証言アーカイブス「爆撃された教室　～大分・保戸島～」